# Clear (UNIX)
clear（クリア）は、Unix系のシステムにおいて、画面の表示を消去するコマンドである。
clearは、システムに応じて画面の表示を消去する方法を決定するために、TERM 環境変数だけでなくterminfoやtermcapのデータベースも使用する。
clearは引数を使用せず、その動作はMS-DOSのコマンドCLSに似ている。